# Halawet el Jibn
Halawet el-jibn (en árabe: حلاوة الجبن‎, Ḥalāwat al-jibn) es un postre típico de la cocina del sirio mediterráneo hecho de sémola, queso (que le da nombra al plato), azúcar y agua

## Ingredientes

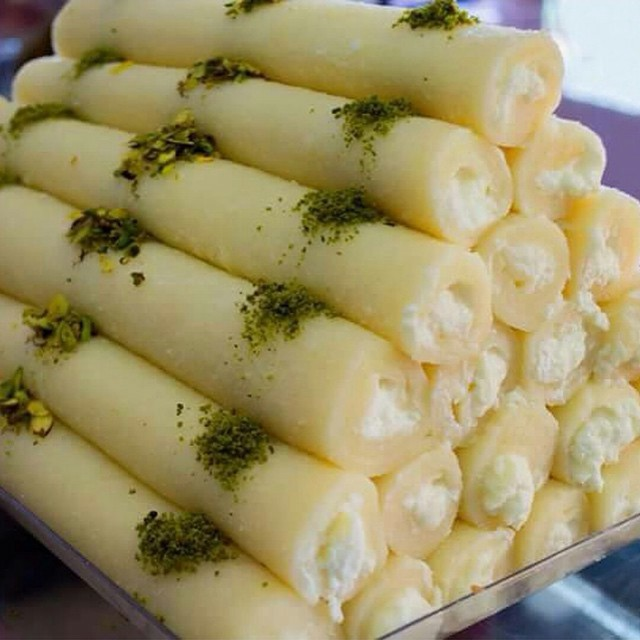
Halawet El Jibn

El ingrediente principal es el queso, que suele ser queso Akkawi (aunque puede hacerse con mozzarella u otro queso), sirope, azahar y agua de rosas. Se puede rellenar de nata y decorar el exterior con pistacho.